# Мемориальный комплекс имама Аль-Бухари
Мемориальный комплекс имама Аль-Бухари — комплекс сооружений мемориального, культового и духовно-просветительского назначения конца XX века в кишлаке Хартанг Пайарыкского района Самаркандской области Узбекистана. Построен по инициативе президента Республики Узбекистан Ислама Каримова в 1997—1998 годах на древнем мазаре известного исламского религиозного деятеля имама Абу Абдуллаха Мухаммада ибн Исмаила аль-Бухари в ознаменование 1225-летия со дня его рождения по лунному календарю. Находящаяся на территории комплекса могила имама аль-Бухари является одной из самых почитаемых святынь ислама в Средней Азии.

## Галерея

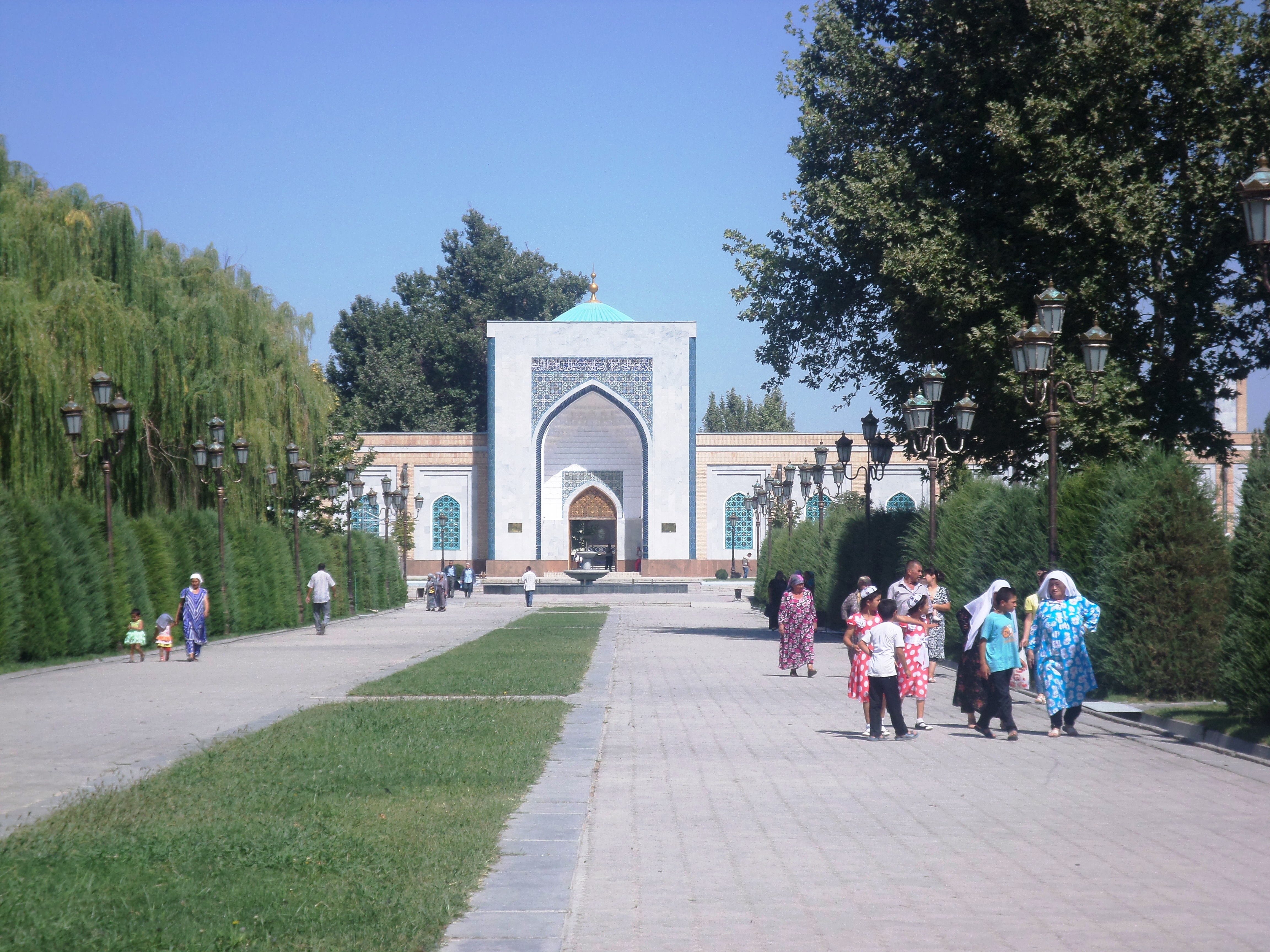
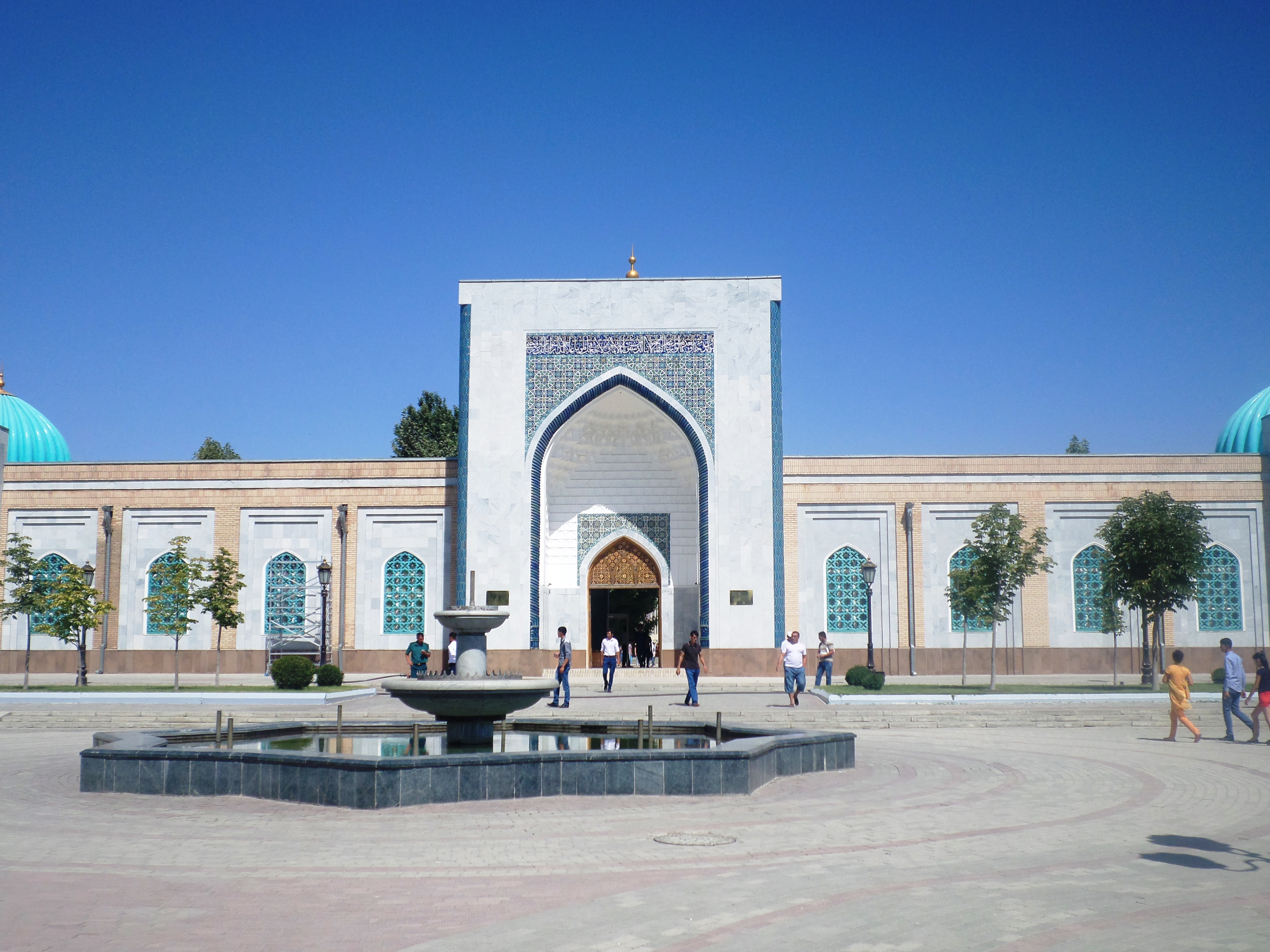
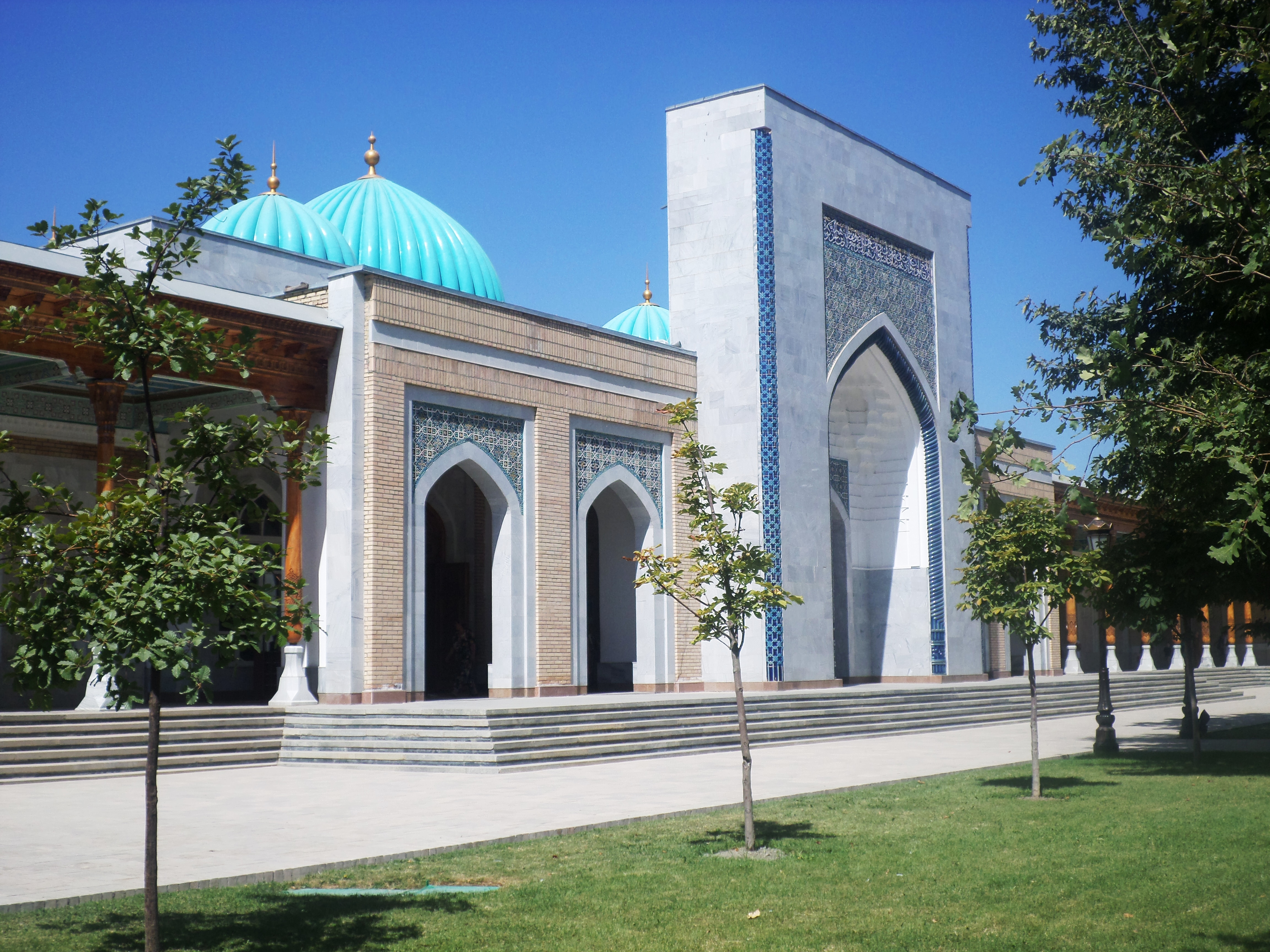
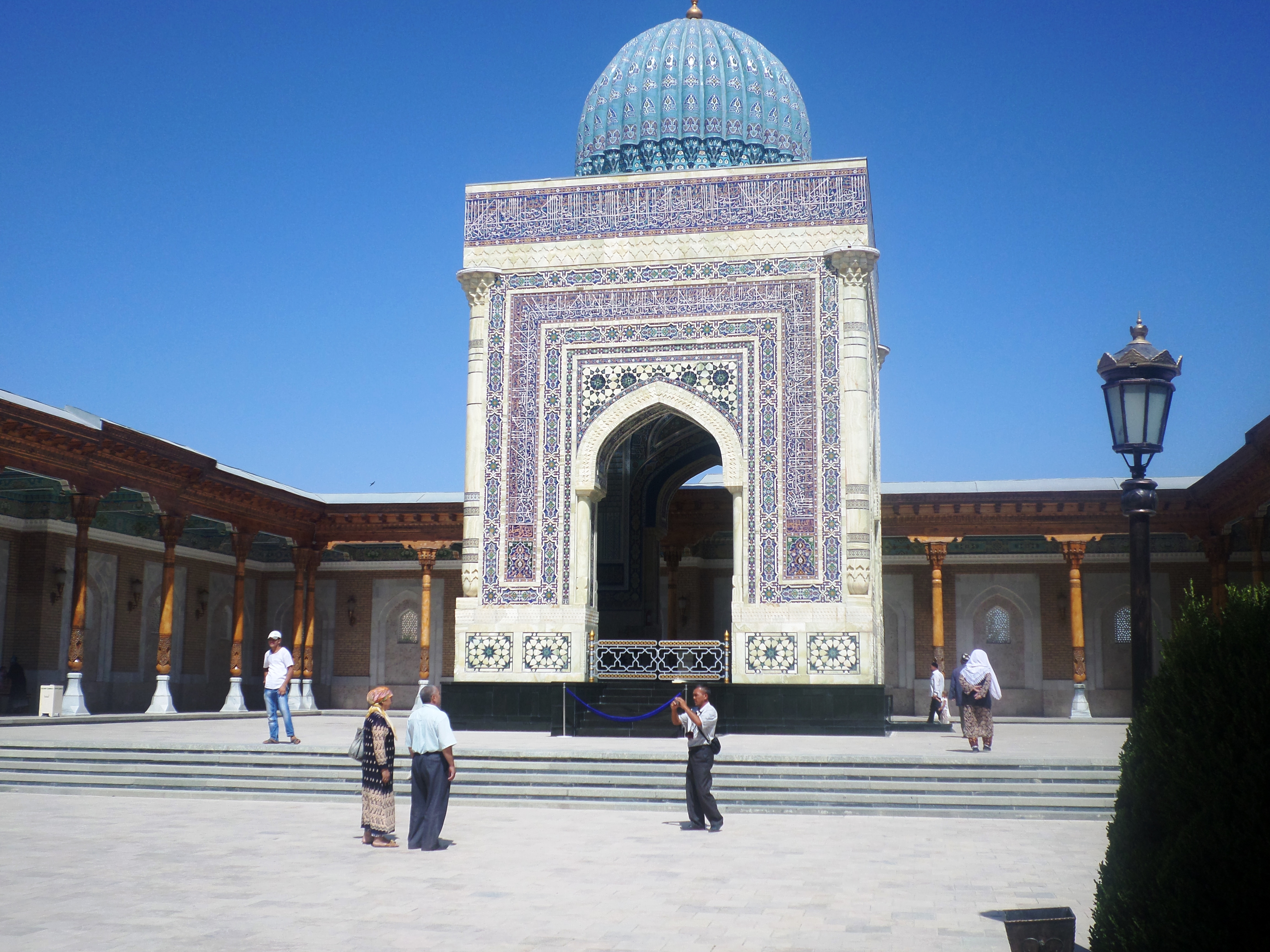
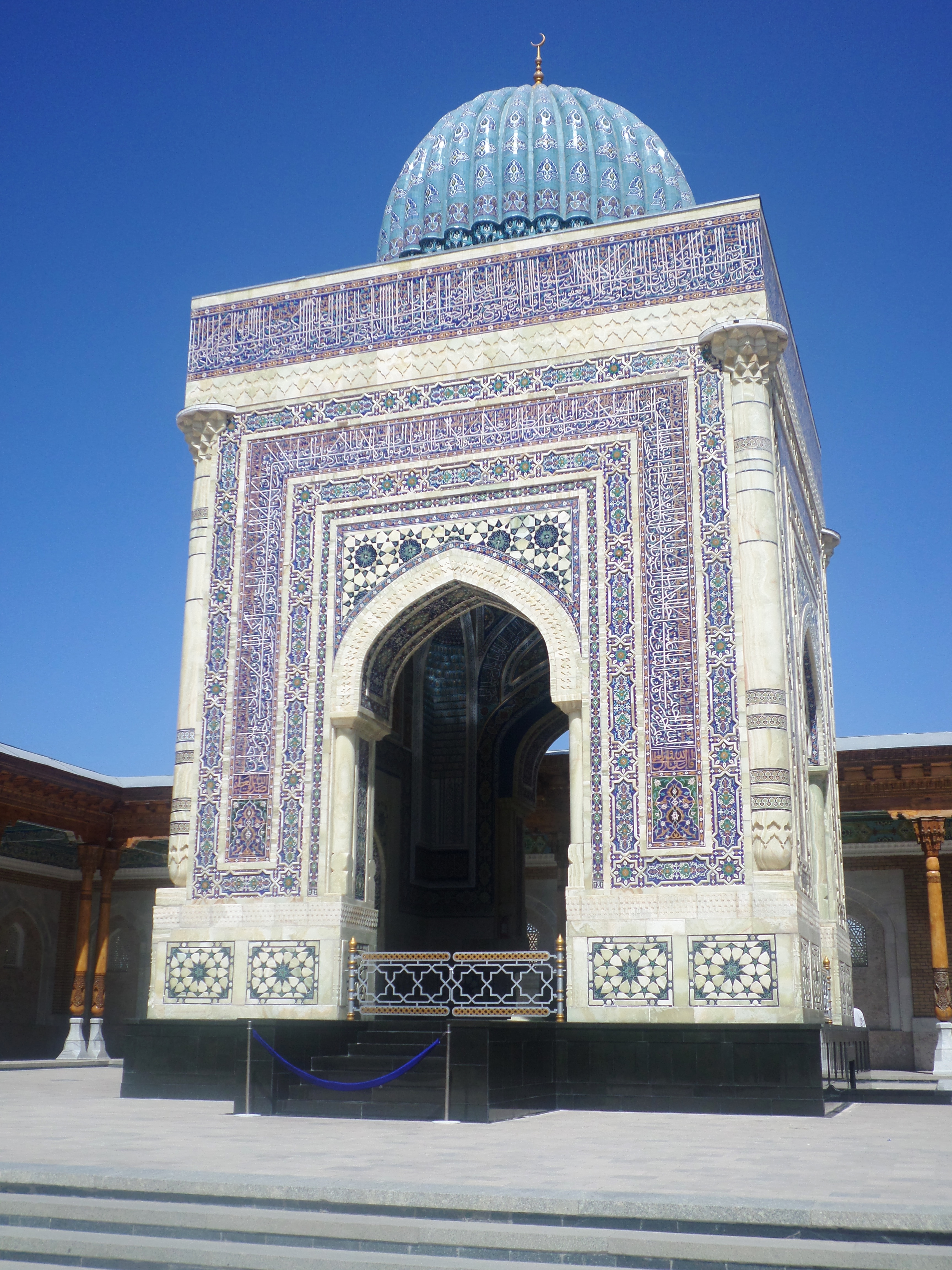
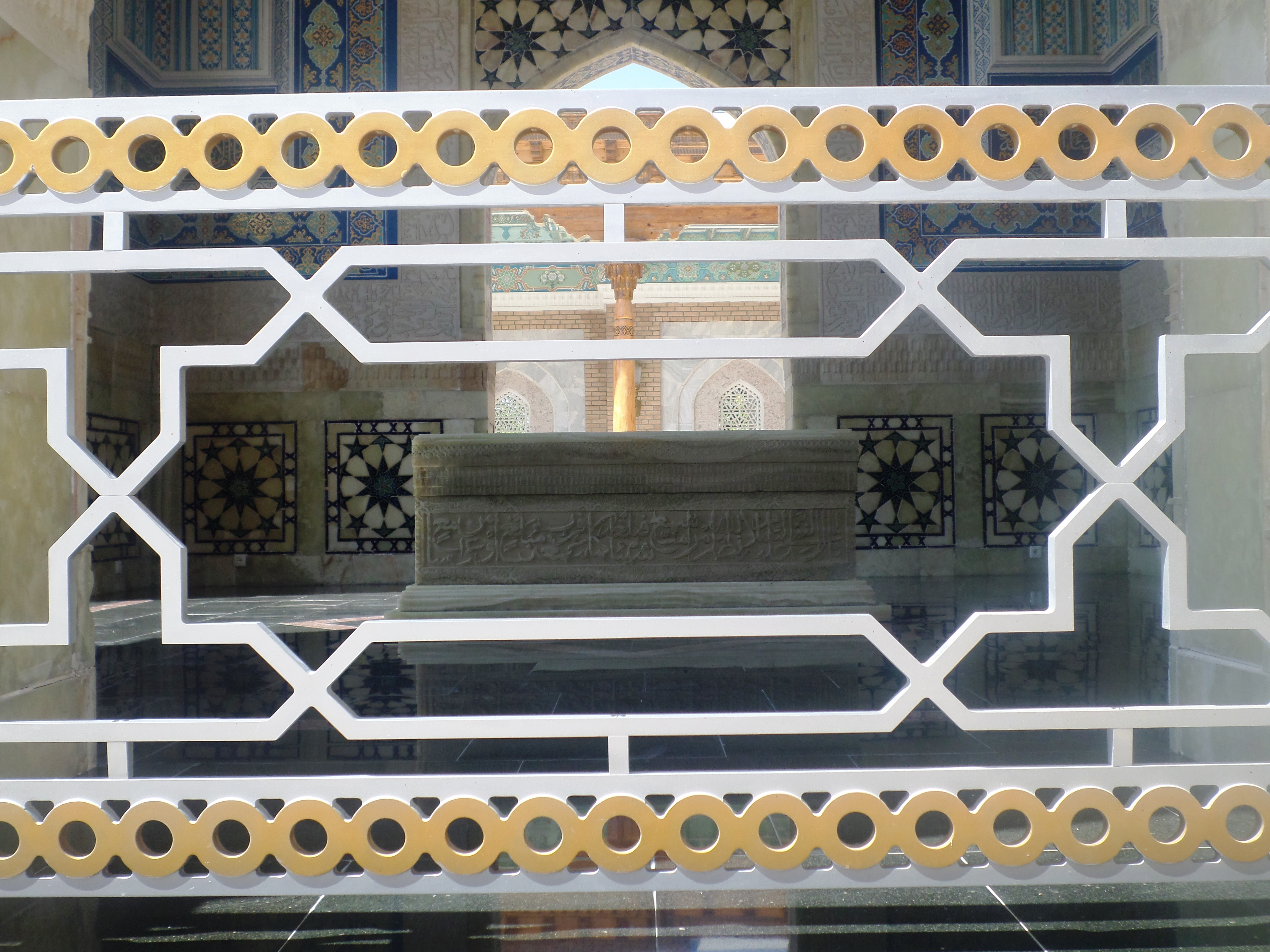
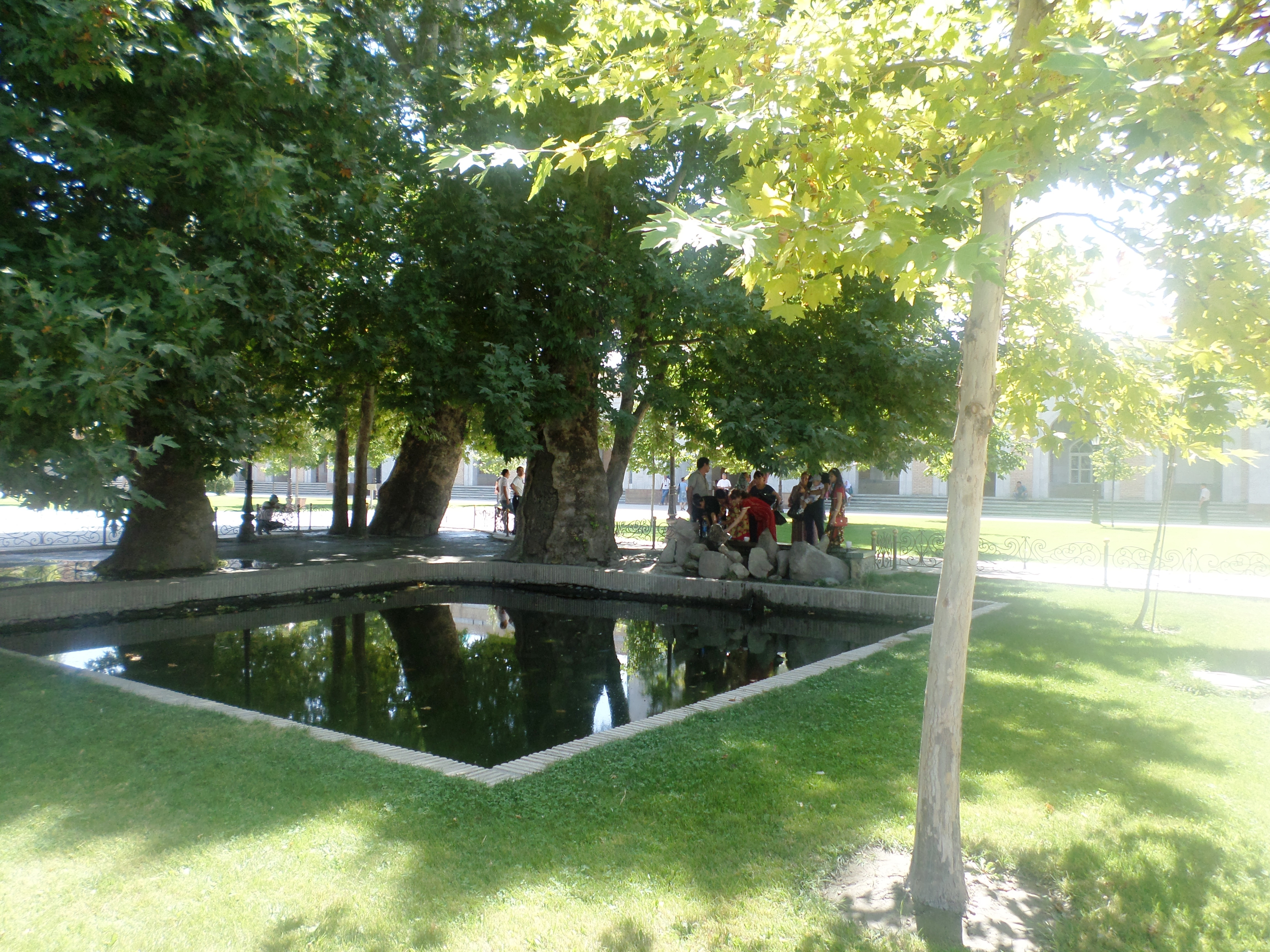
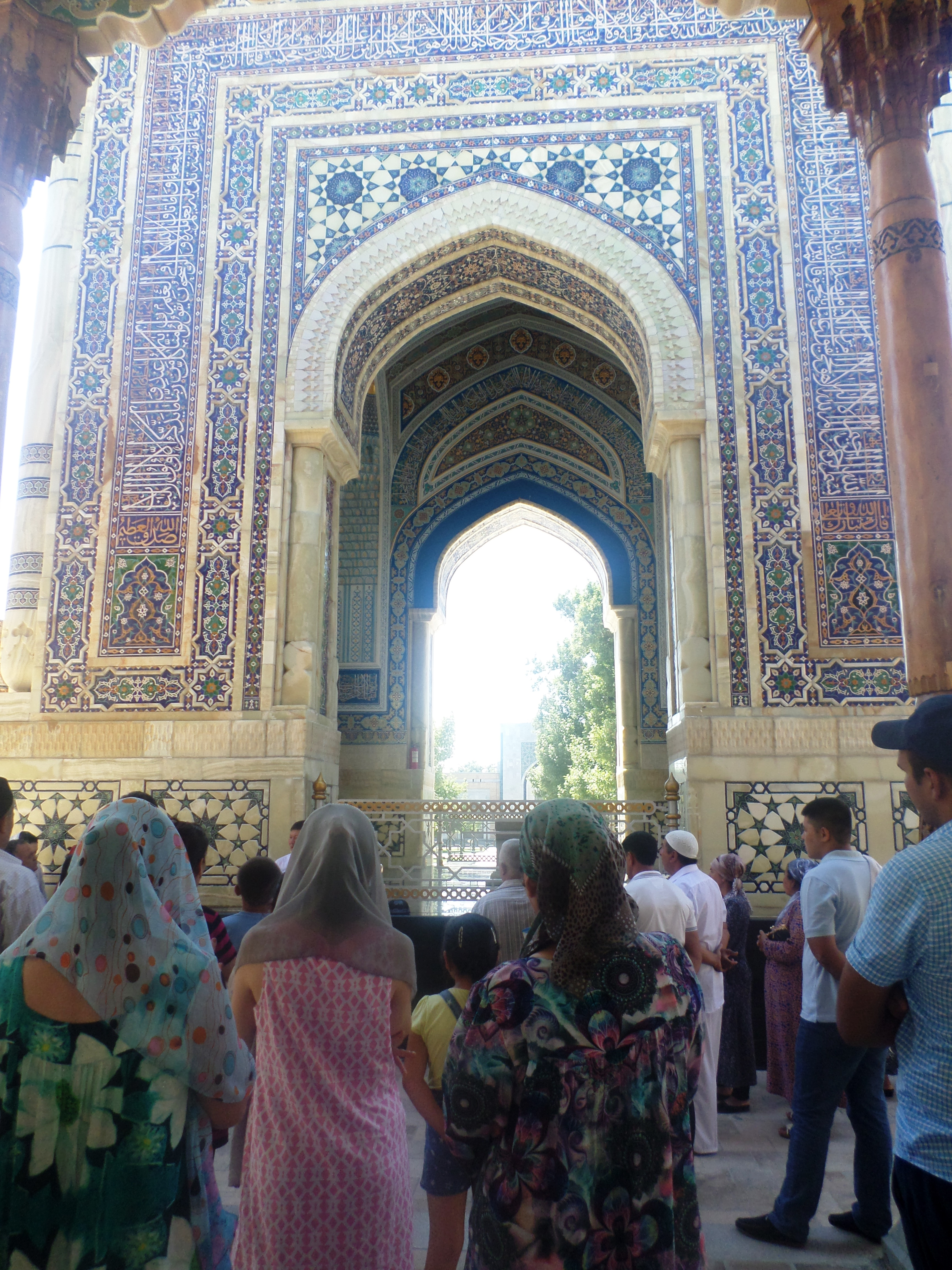

## История

Схема мемориального комплекса имама аль-Бухари

### Строительство
В 870 году изгнанный из Бухары имам Абу Абдуллах Мухаммад ибн Исмаил ибн Ибрахим аль-Джуфи аль-Бухари нашёл последнее пристанище на скромном кладбище небольшого селения Хартанг близ Самарканда. После смерти имама его главный труд Аль-джами‘ ас-сахих получил широкую известность во всём исламском мире, а через два века после его опубликования стал один из шести основных суннитских сборников хадисов. У учения имама аль-Бухари появилось много сторонников, особенно в Мавераннахре, которые потянулись к его могиле. В XVI веке в правление династии Шейбанидов на сельском кладбище на окраине кишлака Хартанг появляется первый мемориальный комплекс, включавший небольшой мавзолей над могилой аль-Бухари и джума-мечеть. Тогда же близ мавзолея были посажены чинары, которые до сих пор можно увидеть на территории современного комплекса. 

### Советский период
С небольшими добавлениями и перестройками комплекс дошёл до начала XX века. С установлением Советской власти в Средней Азии службы в мечети на мазаре исламского богослова были запрещены. Оставшиеся без присмотра мавзолей и мечеть быстро обветшали и к середине 1950-х годов представляли собой руины. 
Положение стало меняться после визитов в СССР ряда государственных и религиозных деятелей исламских стран, выражавших желание посетить место упокоения Мухаммада аль-Бухари. Комплекс был спешно приведён в порядок и вскоре передан в ведение Духовного управления мусульман Средней Азии и Казахстана (САДУМ). 

### Реконструкция и обновление
В 1997 году власти независимого Узбекистана в связи с предстоявшим 1225-летием имама аль-Бухари решили возвести у могилы особо почитаемого религиозного деятеля новый мемориальный комплекс. В его строительстве, завершившемся к октябрю 1998 года, приняли участие лучшие народные мастера Самарканда, Ташкента, Бухары, Хивы, Шахрисабза, Андижана, Коканда и Намангана. В результате новый комплекс впитал в себя лучшие традиции нескольких архитектурных школ Узбекистана и по праву стал одним из самых ярких образцов современного среднеазиатского искусства.

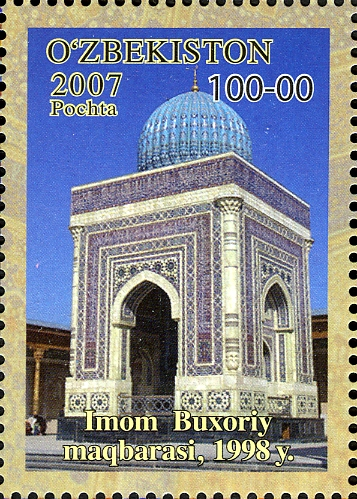
Мавзолей имама Аль-Бухари на почтовой марке Республики Узбекистан

## Особенности архитектуры

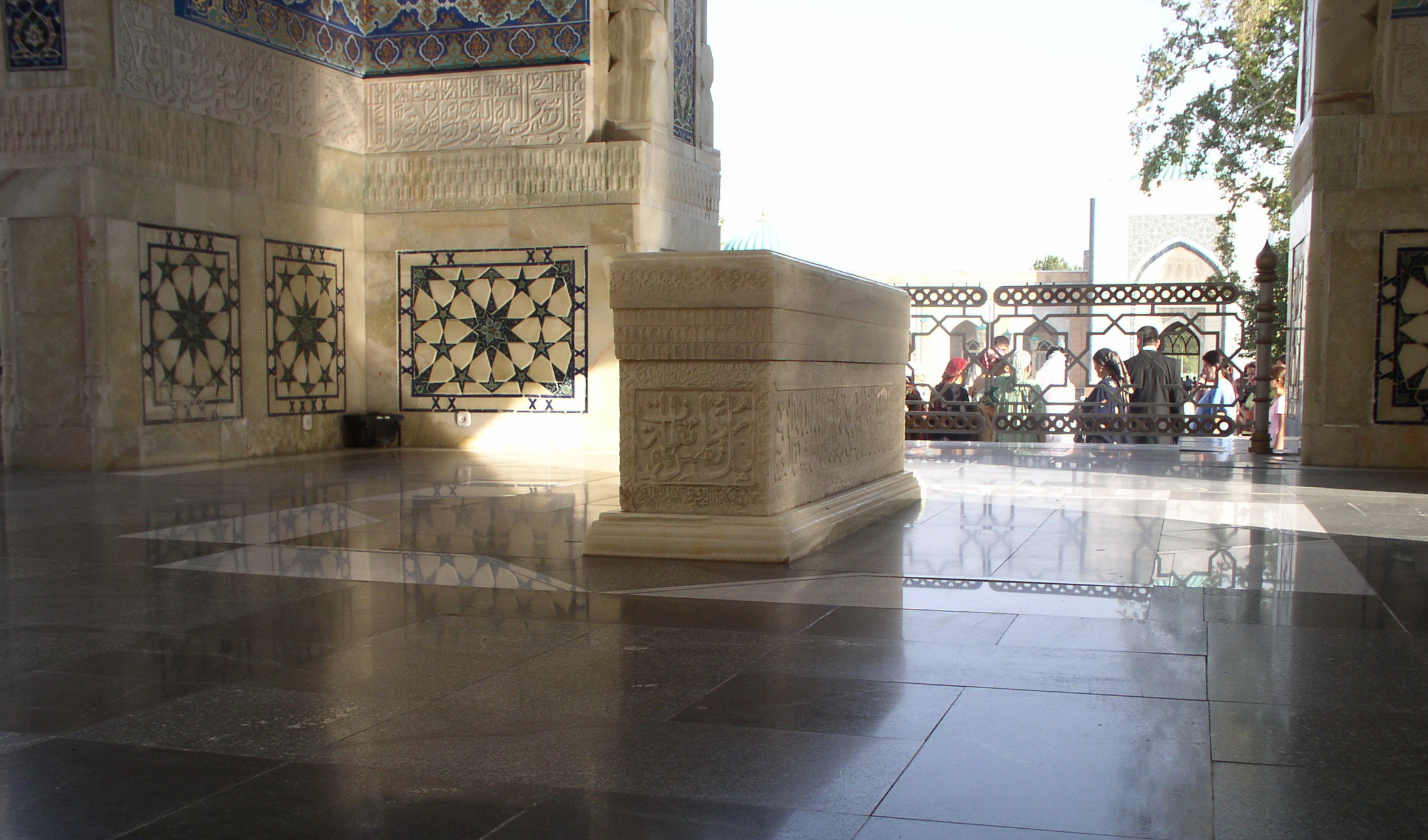
Сагана над могилой аль-Бухари

Мемориальный комплекс имама аль-Бухари занимает площадь около 10 гектаров и включает в себя входное здание, мечеть с ханакой, административный корпус, мавзолей имама аль-Бухари, а также стоящее на некотором отдалении помещение образовательного центра «Дорус Хадис». Основные архитектурные элементы группируются вокруг прямоугольного, почти квадратного, двора. Вход на территорию комплекса осуществляется через одноэтажное здание из жжёного кирпича, включающее три портально-купольных объёма со сквозными арочными проходами, встроенные между секциями выходящих во двор сводчатых помещений. Боковые объёмы имеют меньший размер порталов и куполов по сравнению с центральным. Остальной периметр комплекса обведён айваном — террасой с плоской крышей, которую поддерживают деревянные колонны на каменных базах. Колонны украшены декоративной орнаментальной резьбой. Слева от входа в разрыв айвана встроена мечеть с ханакой. Это здание с пятью ребристыми куполами имеет площадь 786 квадратных метров и в нём одновременно могут молиться до 1500 человек. Справа от входа расположен административный корпус с библиотекой и музеем, где выставлены редкие рукописные и литографированные книги по исламскому богословию. В северо-западной части комплекса айван образует глубокую нишу, в которой на пятиступенчатой каменной платформе расположена главная архитектурная доминанта комплекса — мавзолей имама аль-Бухари. Он представляет собой чартак, увенчанный двойным сфероконическим куполом на цилиндрическом барабане. Мавзолей имеет размер 9х9 метров в основании и 17 метров в высоту. Наружный купол ребристый и украшен голубыми плитками. Пол мавзолея выстлан мраморными плитами, на которых установлена выполненная из светло-зелёного оникса сагана. Справа от мавзолея имеется отдельный вход, ведущий в небольшое сводчатое помещение усыпальницы, где находится дахма. В декоративном оформлении комплекса применены характерные для средневековой исламской архитектуры материалы — мозаика, майолика, ганч и резной мрамор. Во дворе комплекса имеется небольшой бассейн-хауз, а среди чинар есть источник, вода которого считается целебной.